# بيت إبراهيم (الخبت)

تعديل مصدري - تعديل

بيت إبراهيم هي إحدى قرى عزلة عبس بمديرية الخبت التابعة لمحافظة المحويت، بلغ تعداد سكانها 12 نسمة حسب تعداد اليمن لعام 2004.